# Новопавловское (Николаевская область)
Новопавловское (укр. Новопавлівське) — село в Снигирёвском районе Николаевской области Украины.
Основано в 1950 году. Население по переписи 2001 года составляло 344 человек. Почтовый индекс — 57325. Телефонный код — 5162.

## Местный совет
57325, Николаевская обл., Снигирёвский р-н, с. Кобзарцы, ул. Ленина, 6